# ألفرد غلوفر
ألفرد غلوفر (19 أبريل 1872 - 22 مايو 1949) (بالإنجليزية: Alfred Glover)‏ هو لاعب كريكت بريطاني (وحمل سابقاً جنسية المملكة المتحدة لبريطانيا العظمى وأيرلندا).